# Shepherd's Bush
Shepherd's Bush es un barrio del municipio londinense de Hammersmith y Fulham, el cual se encuentra a unos 8 km (5 mi) al oeste de Charing Cross, Londres, Reino Unido. Según el censo de 2011 contaba con una población de 39.724 habitantes. El barrio fue identificado como una de las 35 principales áreas de la ciudad en el Plan de Londres.